# Sang Xue
Sang Xue (chiń. 桑雪; pinyin Sāng Xuě (ur. 7 grudnia 1984) – chińska skoczkini do wody. Złota medalistka olimpijska z Sydney.
Zawody w 2000 były jej jedynymi igrzyskami olimpijskimi. Po złoto sięgnęła w skokach synchronicznych z wieży dziesięciometrowej, partnerowała jej Li Na. Indywidualnie w skokach z wieży zajęła czwarte miejsce. W skokach synchronicznych z wieży w 2001 sięgnęła po tytuł mistrzyni świata, tym razem wspólnie z Duan Qing